# Lijst van voetbalinterlands Ivoorkust - Rwanda
Deze lijst van voetbalinterlands is een overzicht van alle officiële voetbalwedstrijden tussen de nationale teams van Ivoorkust en Rwanda. De landen speelden tot op heden acht keer tegen elkaar. De eerste ontmoeting, een kwalificatiewedstrijd voor het Wereldkampioenschap voetbal 2002, werd gespeeld op 9 april 2000 in Kigali. Het laatste duel, een kwalificatiewedstrijd voor de Afrika Cup 2019, vond plaats in Abidjan op 23 maart 2019.

## Wedstrijden
| № | Plaats        | Datum            | Competitie                           | Wedstrijd          | Uitslag |
| - | ------------- | ---------------- | ------------------------------------ | ------------------ | ------- |
| 1 | Kigali        | 9 april 2000     | WK 2002 kwalificatie                 | Rwanda – Ivoorkust | 2 – 2   |
| 2 | Abidjan       | 23 april 2000    | WK 2002 kwalificatie                 | Ivoorkust – Rwanda | 2 – 0   |
| 3 | Dar es Salaam | 7 januari 2010   | Vriendschappelijk                    | Rwanda – Ivoorkust | 0 – 2   |
| 4 | Abidjan       | 4 september 2010 | Afrika Cup 2012 kwalificatie         | Ivoorkust − Rwanda | 3 − 0   |
| 5 | Kigali        | 3 september 2011 | Afrika Cup 2012 kwalificatie         | Rwanda − Ivoorkust | 0 − 5   |
| 6 | Kigali        | 16 januari 2016  | African Championship of Nations 2016 | Rwanda − Ivoorkust | 1 − 0   |
| 7 | Kigali        | 9 september 2018 | Afrika Cup 2019 kwalificatie         | Rwanda − Ivoorkust | 1 − 2   |
| 8 | Abidjan       | 23 maart 2019    | Afrika Cup 2019 kwalificatie         | Ivoorkust − Rwanda | 3 − 0   |

## Samenvatting
| Competitie                      | Totaal gespeeld | Winst Ivoorkust | Gelijk | Winst Rwanda | Doelsaldo Ivoorkust – Rwanda |
| ------------------------------- | --------------- | --------------- | ------ | ------------ | ---------------------------- |
| WK-kwalificatie                 | 2               | 1               | 1      | 0            | 4 − 2                        |
| Afrika Cup-kwalificatie         | 4               | 4               | 0      | 0            | 13 − 1                       |
| African Championship of Nations | 1               | 0               | 0      | 1            | 0 − 1                        |
| Vriendschappelijk               | 1               | 1               | 0      | 0            | 2 − 0                        |
| Totaal                          | 8               | 6               | 1      | 1            | 19 − 4                       |

FIF · A-internationals · Selecties · Bondscoaches · Statistieken · Ivoriaans vrouwenelftal · Ivoorkust U21 · Ivoorkust U20 · Ivoorkust U19 · Ivoorkust U18 · Ivoorkust U17
1960 – 1969 ·
1970 – 1979 ·
1980 – 1989 ·
1990 – 1999 ·
2000 – 2009 ·
2010 – 2019 ·
2020 − 2029
WK 2006 · 
WK 2010 · 
WK 2014
OS 2008 · 
OS 2020
1960 ·
1961 ·
1962 ·
1963 ·
1964 · 
1965 ·
1966 · 
1967 ·
1968 ·
1969 ·
1970 ·
1971 ·
1972 ·
1973 ·
1974 ·
1975 ·
1976 ·
1977 ·
1978 · 
1979 ·
1980 ·
1981 · 
1982 ·
1983 ·
1984 ·
1985 ·
1986 ·
1987 ·
1988 ·
1989 ·
1990 ·
1991 ·
1992 · 
1993 · 
1994 · 
1995 · 
1996 · 
1997 · 
1998 · 
1999 · 
2000 · 
2001 · 
2002 · 
2003 · 
2004 · 
2005 · 
2006 · 
2007 · 
2008 · 
2009 · 
2010 · 
2011 · 
2012 · 
2013 ·
2014 ·
2015 ·
2016 ·
2017 ·
2018 ·
2019 ·
2020 ·
2021 ·
2022 ·
2023 ·
2024
Algerije ·
Angola ·
Argentinië ·
België ·
Benin ·
Bosnië en Herzegovina ·
Botswana ·
Brazilië ·
Burkina Faso ·
Burundi ·
Centraal-Afrikaanse Republiek ·
Chili ·
Colombia ·
Comoren ·
Congo-Brazzaville ·
Congo-Kinshasa ·
Duitsland ·
Egypte ·
El Salvador ·
Engeland ·
Equatoriaal-Guinea ·
Ethiopië ·
Frankrijk ·
Gabon ·
Gambia ·
Ghana ·
Griekenland ·
Guinee ·
Guinee-Bissau ·
Hongarije ·
Israël ·
Italië ·
Japan ·
Jordanië ·
Kameroen ·
Kenia ·
Koeweit ·
Lesotho ·
Liberia ·
Libië ·
Madagaskar ·
Malawi ·
Mali ·
Marokko ·
Mauritanië ·
Mauritius ·
Mexico ·
Moldavië ·
Mozambique ·
Namibië ·
Nederland ·
Niger ·
Nigeria ·
Noord-Korea ·
Oeganda ·
Oostenrijk ·
Paraguay ·
Polen ·
Portugal ·
Qatar ·
Roemenië ·
Rusland ·
Rwanda ·
Senegal ·
Servië en Montenegro ·
Seychellen ·
Sierra Leone ·
Slovenië ·
Soedan ·
Spanje ·
Tanzania ·
Togo ·
Tsjaad ·
Tunesië ·
Turkije ·
Uruguay ·
Verenigde Staten ·
Zambia ·
Zimbabwe ·
Zuid-Afrika ·
Zuid-Korea ·
Zweden ·
Zwitserland
Argentinië (2006) · 
Colombia (2014) ·
Ghana (2015) ·
Griekenland (2014) · 
Japan (2014) ·  
Nederland (2006) · 
Noord-Korea (2010) · 
Servië en Montenegro (2006) ·
Zambia (2012)
FERWAFA · Rwandees vrouwenelftal
1976 – 1989 · 
1990 – 1999 · 
2000 – 2009 · 
2010 – 2019 ·
2020 − 2029
Algerije ·
Angola ·
Benin ·
Botswana ·
Burundi ·
Centraal-Afrikaanse Republiek ·
Congo-Brazzaville ·
Congo-Kinshasa ·
Djibouti ·
Egypte ·
Equatoriaal-Guinea ·
Eritrea ·
Ethiopië ·
Gabon ·
Ghana ·
Guinee ·
Ivoorkust ·
Kaapverdië ·
Kameroen ·
Kenia ·
Lesotho ·
Liberia ·
Libië ·
Madagaskar ·
Malawi ·
Mali ·
Marokko ·
Mauritanië ·
Mauritius ·
Mozambique ·
Namibië ·
Nigeria ·
Oeganda ·
Senegal ·
Seychellen ·
Soedan ·
Somalië ·
Tanzania ·
Togo ·
Tunesië ·
Zambia ·
Zimbabwe ·
Zuid-Afrika ·
Zuid-Soedan